# Conops africanus
Conops africanus är en tvåvingeart som beskrevs av Camillo Rondani 1873. Conops africanus ingår i släktet Conops och familjen stekelflugor.
Artens utbredningsområde är Etiopien. Inga underarter finns listade i Catalogue of Life.